# (4078) Polakis
(4078) Polakis (1983 AC) – planetoida z pasa głównego asteroid okrążająca Słońce w ciągu 5,24 lat w średniej odległości 3,02 j.a. Odkryta 9 stycznia 1983 roku.